# Siedlec (powiat poznański)
Siedlec (niem. Scheltz) – wieś w Polsce położona w województwie wielkopolskim, w powiecie poznańskim, w gminie Kostrzyn.
Przez Siedlec przebiega krajowa droga nr 92, łącząca m.in. Poznań z Warszawą. 
W latach 1975–1998 miejscowość należała administracyjnie do województwa poznańskiego.
Zabytki
- późnobarokowy kościół św. Mikołaja z 1770-1775 o założeniu centralnym. Nawa nakryta sklepieniem kopulastym.
- pałac klasycystyczny z końca XVIII w., z czterokolumnowym portykiem od frontu[4], proj. Jan Chrystian Kamsetzer. Około 1770 r. Antoni Krzycki, kasztelan krzywiński, rozpoczął budowę rezydencji, przebudowanej następnie przez Jana Chrystiana Kamsetzera około 1790 r. na zlecenie Onufrego Krzyckiego. W 1814 r. pałac przeszedł w ręce Józefa Grabowskiego herbu Oksza, po którym odziedziczyła go córka, Izabela z Grabowskich hr. Tyszkiewiczowa.
- park pałacowy z końca XVIII wieku

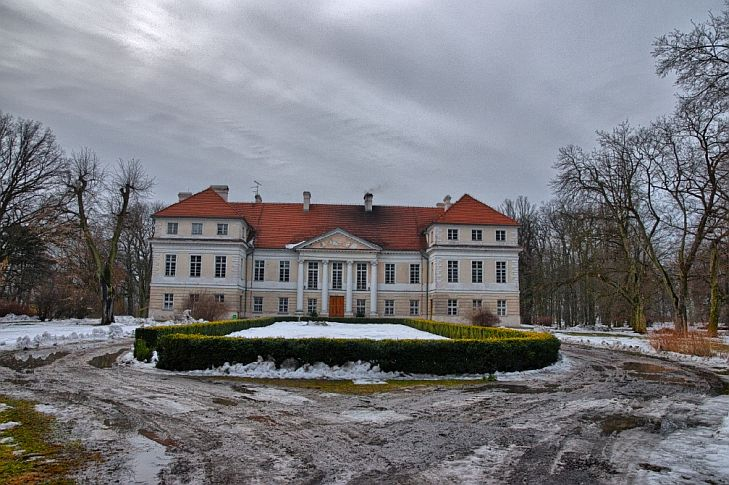
Pałac Krzyckich